# Игры Юго-Восточной Азии 1993
17-е Игры Юго-Восточной Азии прошли с 12 по 20 июня 1993 года в Сингапуре. Для участия в Играх собралось 4611 спортсменов и официальных лиц из 9 стран, соревнования проводились по 29 видам спорта.

## Талисман
Официальным талисманом Игр был лев Синга.

## Виды спорта
- Бадминтон
- Баскетбол
- Бильярд и снукер
- Бокс
- Боулинг
- Велоспорт
- Водные виды спорта
- Волейбол
- Гимнастика
- Гольф
- Дзюдо
- Драгонбот
- Карате
- Культуризм
- Лёгкая атлетика
- Настольный теннис
- Парусный спорт
- Пенчак Силат
- Сепактакрау
- Сквош
- Стрельба
- Стрельба из лука
- Теннис
- Тхэквондо
- Тяжёлая атлетика
- Ушу
- Фехтование
- Футбол
- Хоккей на траве

## Итоги Игр
| Место | Страна    | Золото | Серебро | Бронза | Всего |
| ----- | --------- | ------ | ------- | ------ | ----- |
| 1     | Индонезия | 88     | 81      | 84     | 253   |
| 2     | Таиланд   | 63     | 70      | 63     | 196   |
| 3     | Филиппины | 57     | 59      | 72     | 188   |
| 4     | Сингапур  | 50     | 40      | 74     | 164   |
| 5     | Малайзия  | 43     | 45      | 65     | 153   |
| 6     | Вьетнам   | 9      | 6       | 19     | 34    |
| 7     | Мьянма    | 8      | 13      | 1      | 22    |
| 8     | Лаос      | 0      | 1       | 0      | 1     |